# Вчера, сегодня и всегда (фильм, 1971)
Не следует путать с одноимённым телефильмом 1969 года «Вчера, сегодня и всегда».
«Вчера, сегодня и всегда» — советский фильм 1971 года режиссёра Якова Базеляна. По мотивам книги Фриды Вигдоровой «Это мой дом» об учениках А. С. Макаренко супругах Карабановых, при этом консультантом фильма выступил сам прототип главного героя книги и фильма Семён Карабанов.

## Сюжет
1930-е годы. Семён Карабанов, воспитанник Колонии им. Горького и любимый ученик А. С. Макаренко — один из главных героев его «Педагогической поэмы», направлен работать воспитателем и директором запущенного и неблагополучного детдома для трудных детей в глухом украинском селе Черешенки…

## В ролях
- Валентин Белохвостик — Семён Карабанов, директор детского дома
- Любовь Румянцева — Галина Карабанова
- Юрий Бугельский — Николай Катаев
- Владимир Савин — Фёдор Крещук
- Владимир Шевнин — Виктор Якушев
- Владимир Красовский — Слава Сизов
- Светлана Орлова — Анюта
- Алексей Карпунин — Василь Коломыта
- Игорь Урумбеков — Анатолий Лира
- Евгений Тетерин — Иван Никитич Шеин
- Ирина Гошева — Анна Павловна Шейна
- Борис Клюев — Борис Петрович Сизов
- Алексей Панькин — Онищенко
- Надежда Самсонова — Лючия Ринальдовна
- Владимир Алексеенко — Захар Петрович
- Валентина Хмара — мать Крещука
- Владимир Пицек — бухгалтер
- Степан Крылов — Коробейников
- Светлана Коновалова — учительница
- Наталья Гурзо — пионервожатая
- Борис Кордунов — Нариманов
- Галина Фролова — Мария Григорьевна
- Евгений Быкадоров — эпизод
- Станислав Коренев — эпизод
- Александр Пашутин — эпизод
- Надежда Семенцова — эпизод
- Евгений Шутов — эпизод